# Лакшадвип
Лакшадвип (на малаялам: ലക്ഷദ്വീപ്‌, Lakṣadvīp; Lakshadweep) е островна съюзна територия в състава на Индия. Столицата е Каварати. Наброява население от 61 хиляди души (последно място сред териториите по данни от 2001 г.).

## География
Площта на територията е 32,3 km². Представлява група острови в югоизточната част на Арабско море, която включва Лакадивските, Аминдивски острови и остров Миникой. Само 11 от тези острови са постоянно обитаеми.
Лакадивските острови са група от 27 коралови атола с обща площ 18,65 km² и население 32 200 души (2001 г.). Най големите острови са: Каварати 4,22 km², Андрот 4,84 km², Агати 3,84 km², Калпени 2,79 km².
Аминдивските острови са група от 5 коралови острова с обща площ 9,26 km² и население 18 900 души (2001 г.). Най-големите острови са: Кадмат 3,2 km², Амини 2,6 km², Килтан 2,2 km².
Остров Миникой е най-южният от всичките острови и е с площ от 4,39 km² и население 10 200 души (2006 г.).
Всичките острови са с коралов произход с височина от 3 до 4,5 m над нивото на океана и повечето с вътрешни лагуни. Кливатът им е субекваториален, мусонен. Годишната сума на валежите е около 1700 mm. Основните износни стоки са кокосово влакно, палмово масло, копра, коруби на морски костенурки. Развит е риболова и лова на морски животни.

## История
Първите известни упоминания за тази островна група има в „Земите Пурануру“, представляващи част от древната дравидска империя, простираща се на огромни територии в Южна Индия.
Най-старите обитатели на островния регион са Амини, Калпени, Андрот, Каварати и Агати. В началото населението изповядва различни форми на индуизма, но към XIV век почти всички приемат исляма. Изследвания на индийски археолози показват наличие на следи от будистка култура на Лакадивите – между VI и VII век тук е имало поселения на нейните носители.
Според местни поверия, ислямът е пренесен на Лакшадвип от арабин по имене Убайдула през 661 г. Неговата могила се намира на остров Андрот и се радва на почитта на местните жители.
През XI век властта над Лакадивите преминава към южноиндийската династия Чола, която ги управлява няколко века, след което попадат под властта на династията Колатхири.
През 1787 г. властта над групата Аминдивски острови, в която влизат Амини, Кадмат, Килтан, Чхетлат и Битра, преминава към Типу Султан от княжество Майсур, а след Третата англо-майсурска война през 1789 – 1792 години тук управляват британските колонизатори.
През 1956 г., независимо че по етническа принадлежност по-голямата част от населението са малаяли, с решение на индийското правителство островите са отделени от Керала и е учредена съюзна територия Лакадивски, Миникойски и Аминдивски острови (на английски: Laccadive, Minicoy and Amindivi Islands). През 1973 г. цялата територия приема името Лакшадвип.